# MS Jean Nicoli
MS Jean Nicoli, tidigare HSF Pasiphae Palace är en fransk snabbfärja som går i persontrafik mellan Ajaccio och Marseille. 
Jean Nicoli har 678 sovplatser, och kan ta som mest 1 500 passagerare med 850 bilar, eller 120 trailers och 90 bilar. 
Fartyget byggdes under åren 1997 och 1998 av Bruce Shipyard i Landskrona, Sverige i samarbete med Fosen Mekaniske Verksted, Trondheim, Norge på uppdrag av det grekiska rederiet Minoan Lines och fick namnet Pasiphae.
Skrovet sjösattes i Landskrona i december 1997 och bogserades till Norge för inredning och  färdigställande. Den 13 juni 1998  levererades hon till beställaren och två dagar senare visades hon upp i Uddevalla.

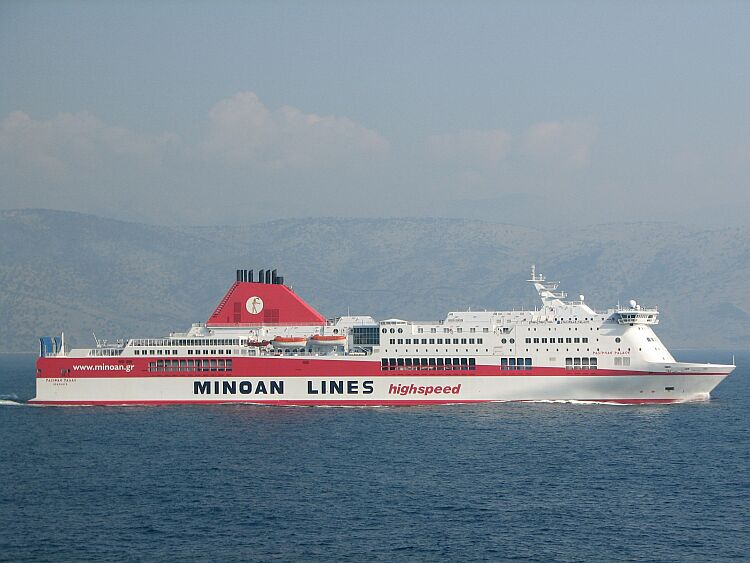
Pasiphae, 1998.

Den 4 juli 1998 insattes färjan för första gången i linjetrafik mellan Patras - Igoumenitsa - Ancona. Redan den andra dagen i trafik, den 5 juli 1998, var olyckan framme och fartyget gick på grund utanför den grekiska ön Korfu. Det klarade sig undan med skador på aktern och reparerades i Elefsis. Var åter i trafik igen den 30 juli 1998.
År 2001 döptes hon om till Pasiphae Palace och sattes i trafik mellan Patras - Igoumenitsa - Korfu - Venedig.
I mars 2009 övertogs fartyget av 
Societe Nationale Maritime Corse Mediterranee (SNCM) i Marseille. Hon döptes om till Jean Nicoli och sattes in på en rutt mellan Marseille och Korsika. Efter upplösningen av SNCM år 2016 övertogs hon av Corsica Linea.